# Соукуп, Ярослав
Я́рослав Со́укуп (чеш. Jaroslav Soukup; род. 12 июля 1982, Йичин, Восточночешский край) — чешский биатлонист, серебряный призёр зимних Олимпийских игр 2014 года в смешанной эстафете, бронзовый призёр зимних Олимпийских игр 2014 года в спринте, двукратный бронзовый призёр чемпионатов мира, призёр этапов Кубка мира, призёр этапа Кубка IBU, чемпион Европы 2006 года в спринте, чемпион Универсиады 2009 года в масс-старте, чемпион мира по летнему биатлону 2005 года в эстафете, многократный призёр чемпионатов Европы по летнему биатлону, победитель и призёр юниорских чемпионатов мира и Европы. С 2004 года — член национальной сборной. После окончания сезона 2017/2018 завершил карьеру

## Биография
Начал заниматься биатлоном в 1999 году в Молодежном спортивном центре в Йилемнице, где живёт и тренируется по сей день. Окончил факультет спортивных исследований университета Масарикова, где получил степень магистра.
У него есть сын, его хобби -  мотоциклы и старые машины.

## Кубок  мира
- 2005/06 — 74-е место (12 очков)
- 2006/07 — 62-е место (29 очков)
- 2007/08 — 54-е место (50 очков)
- 2008/09 — 43-е место (175 очков)
- 2009/10 — 37-е место (211 очков)
- 2010/11 — 44-е место (192 очка)
- 2011/12 — 25-е место (380 очков)
- 2012/13 — 56-е место (87 очков)
- 2013/14 — 31-е место (261 очко)
- 2014/15 — 41-е место (145 очков)
- 2015/16 — 53-е место (98 очков)
- 2016/17 — 63-е место (52 очка)
- 2017/18 — 80-е место (16 очков)

### Карьера в Кубке мира
- Дебют в кубке мира — 26 января 2002 года в эстафете в Оберхофе — 13 место.
- Первое попадание в очковую зону — 20 января 2006 года 36 место в гонке преследования в Антерсельве.
- Первый подиум - 4 декабря 2011 года 3 место в гонке преследования в Эстерсунде

| Результат                    | Инд | Спр | Пр | МС | Всего | Эст | См | Всего |
| ---------------------------- | --- | --- | -- | -- | ----- | --- | -- | ----- |
| 1 место                      | -   | -   | -  | -  | -     | -   | -  | -     |
| 2 место                      | -   | -   | -  | -  | -     | 1   | -  | 1     |
| 3 место                      | 1   | -   | 1  | -  | 2     | -   | -  | -     |
| Финиш в 10-ке                | 2   | -   | -  | -  | 2     | 12  | -  | 12    |
| Финиш в очках                | 5   | 20  | 19 | 2  | 46    | -   | -  | -     |
| Вне очков                    | 7   | 29  | 7  | -  | 43    | -   | -  | -     |
| Старты                       | 15  | 49  | 26 | 2  | 91    | 13  | -  | 13    |
| по состоянию на 06.03.2012 г |     |     |    |    |       |     |    |       |